# Epidaurus (Griekenland)
Epidaurus (Oudgrieks: Ἐπίδαυρος, Epídauros) is de naam van een oud-Griekse stad op het schiereiland Argolis, beroemd om het nabijgelegen Grieks heiligdom van Asklepios, halfgod van de geneeskunde. Er is enige verwarring mogelijk tussen:
- Paliá Epídavros (Oud Epidaurus): de oude havenstad, aan de zee gelegen, met resten van de antieke haveninstallaties (nu deels onder water), een theater en een vroegchristelijke kerk;
- Néa Epidavros (Nieuw Epidaurus): het nieuwe dorp, vlak bij het vorige gelegen
- Archéa Epidavros (Antiek Epidaurus): ca. 10 km landinwaarts gelegen, de beroemde cultusplaats van Asklepios (Latijn: Aesculapius), met het goedbewaarde theater. Archaía Epídavros is de verzamelnaam van een aantal dorpen: Paleá Epídavros, Néa Epídavros, Ano Epídavros, Koliáki, Trachiá en Dímena.

## Antiek Epidaurus
Epidaurus (Oudgrieks: Ἐπίδαυρος / Epídauros) was een kleine polis in Argolis, een schiereiland in het noordoosten van de Peloponnesos. Het is vooral bekend door zijn Asklepieion (Grieks heiligdom voor Asklepios) dat sinds 1988 op de werelderfgoedlijst van UNESCO staat en het theater, waar vandaag de dag nog steeds toneelvoorstellingen worden gehouden.
Zie ook:
- Theater van Epidaurus

### Geschiedenis
Epidaurus wordt door Homerus, in de catalogus van schepen, vermeld als «Epidauros met de goede wijngaarden» (Ilias II 561.). In de 7e en 6e eeuw v.Chr. behoorde het tot de amphictionie die men «Minyers» noemden, waarvan de zetel was gevestigd op het eiland Kalaureia. Op het eind van de 6e eeuw v.Chr. werd de polis geregeerd door de tyrannos Prokles, die zijn dochter Melissa ten huwelijk gaf aan Periander, tyrannos van Korinthe.
Tijdens de Perzische Oorlogen stuurde de polis acht schepen naar de slag bij Artemision, 800 mannen naar Plataeae en 10 schepen naar Salamis. Bij het einde van de oorlog allieerde Salamis zich met Sparta en trad toe tot de Peloponnesische Bond, tegen Athene en de Delische Bond. Epidaurus nam deel aan de «affaire van Corcyra» en voorzag triremen voor Korinthe. Daarop vormde Epidaurus een pijnpunt in de spanningen tussen Athene en Sparta.
In de klassieke periode genoot Epidaurus een grote vermaardheid dankzij zijn aan de god Asklepios gewijde heiligdom, waar men aan geneeskunde deed door middel van dromen. Het bestond uit meerdere publieke gebouwen, waaronder een grote tempel die werd gebouwd aan het begin van de 4e eeuw v.Chr. Ter ere van Asklepius organiseerde men de Asklepieia, vierjaarlijkse spelen voor atleten (pentetêrides agônes) bestaande uit paardenrennen en, vanaf de 4e eeuw, poëziewedstrijden. De cultus van Asklepios bereikte zijn hoogtepunt in de hellenistische periode.
In 243 v.Chr. trad Epidaurus tot de Achaeïsche Bond toe. Tijdens de zomer van 225 v.Chr. wordt de stad ingenomen door Cleomenes III, koning van Sparta. Daarop werd ze een bondgenoot van Rome. Publius Cornelius Scipio Aemilianus Africanus minor bezocht Epidaurus in 168-167 v.Chr., alsook de andere grote steden van het hellenisme, als Athene, Delphi en Olympia. In 87 v.Chr. werd Epidaurus geplunderd door Lucius Cornelius Sulla, die de tempelschat plunderde. De laatste vermelding van Epidaurus gaat terug tot de 6e eeuw n. Chr., in de Synekdemos van Hierocles, een werk dat de administratieve indelingen van het Byzantijnse Rijk beschrijft.

### Archeologie
De ruïnes van Epidaurus zijn opgegraven vanaf de 19e eeuw. Ze hebben de ruïnes van het Asklepieion, een tempel van Artemis, een tholos, een tempel van Aphrodite en natuurlijk het theater blootgelegd. Daarna hebben ze nog meer zuilen gevonden die waarschijnlijk van een ander klein tempeltje waren die naast het theater stond.

### Theater
Het theater van Epidaurus is een van de best bewaarde in zijn soort in Griekenland. Reeds in de oudheid werd het geprezen voor de harmonie van zijn proporties. Het is ontworpen in het midden van de 4e eeuw v.Chr., door de architect en beeldhouwer Polykleitos de Jongere, die eveneens verantwoordelijk is voor de tholos (gekenmerkt door Korinthische zuilen die met zeer mooie kapitelen zijn bekroond). De toeschouwersruimte staat rond een cirkelvormige orchestra. Het orchestra was een ommuurde cirkel van aangestampte klei, en in het midden ervan stond een altaar van Dionysus als god van de wijn en vreugde. Het heeft een diameter van ruim 20 meter. Aan het verschil in vorm van de onderste en bovenste rijen is duidelijk te zien dat er twee bouwfasen zijn geweest. Er waren eerst 34 rijen zitplaatsen, een eeuw later is dit met 21 rijen uitgebreid, zodat het aantal toeschouwers van 6500 naar 12.300 steeg. De eerste rij was voor de aanzienlijke mensen, en de eerste drie zitplaatsen waren voor de eregasten. Die waren rood en hadden een rugleuning. Ook waren ze wat lager dan gewoonlijk zodat ze op een kussen konden zitten. Onder de zitplaatsen zat een soort boog die het geluid terugkaatste, wat samen met de vazen onder het podium voor een goede akoestiek zorgde. De westelijke zijdeur waardoor het koor eerst opkwam is gemaakt uit brokstukken van de oude zijdeuren, de oostelijke is gemaakt uit nieuw materiaal. Door de smalle opening kwam je op een trap die je naar het toneel leidde. Van het oorspronkelijke toneelgebouw is bijna niets meer over: alleen de kern, een zaaltje met 4 zuilen.
Het theater werd gebouwd toen Aischulos, Sophokles en Euripides al twee eeuwen dood waren, maar hun werken werden toch veel gespeeld tijdens de toneelfeesten. Er werd namelijk eens in de 4 jaar de grote Asklepieia gehouden, ook wel panhellenische spelen genoemd. Eerst waren er alleen sportwedstrijden, maar later ook wedstrijden tussen zangers, musici en toneeldichters in het theater, en kwamen er wagenrennen in het stadion. Nog steeds worden hier elke zomer antieke tragedies in het Nieuwgrieks opgevoerd.

### Katagogeion
Het katagogeion was een gigantisch vierkant gebouw met twee verdiepingen en in totaal 160 kamers, verdeeld in vier blokken. Het werd gebruikt als verblijfplaats voor reizigers en zieken, die gescheiden sliepen. Omdat de originele naam niet bekend is, is het gebouw vernoemd naar een soortgelijk gebouw met deze naam. Het gebouw is op de fundering na geheel vernietigd. Een deel van dit rijk versierde gebouw is te zien in het museum.

### Bankethal
De bankethal is een groot vierkant gebouw waar na het sporten gegeten kon worden. Er is veel onduidelijkheid geweest over de functie van het gebouw. Eerst werd gedacht dat het een badhuis was, omdat er leidingen en afvoerkanalen gevonden zijn. Daarna werd het aangezien voor een gymnasium. Nu denken we dat het een bankethal is waar ook wel vlees van offerdieren gegeten werd. Het Odeion stond in de bankethal en was een soort theater van baksteen dat voor zang- en muziekvoorstellingen werd gebruikt. In tegenstelling tot theaters was het halfrond en overdekt. De basis van het odeion ligt nog steeds op zijn plaats.
In Epidaurus is ook een tempel van Artemis te vinden. Dit is een Dorische tempel met zes zuilen aan de voorkant. De interpretatie hiervan is erg moeilijk: van dit gebouw is bijna niets bekend. Men weet dat het gebouw een tempel van Artemis is door de waterspuwers aan het dak in de vorm van hondenkoppen, het heilige dier van Artemis.

### Tempel van Asklepios
In Epidaurus is er een tempel aan hem gewijd, die vooral bekend is om zijn rijkelijke versiering van ivoor en goud. Het was een Dorische tempel met zes zuilen aan de korte zijden en elf aan de lange zijden. Hij werd ontworpen door de architect Theodotos in 380 voor Christus. Er was ook een zuilengalerij voor rookoffers.
De cella was omgeven door een Korinthische zuilenrij. In de cella stond een godenbeeld van Asclepius, die op een troon zat met in zijn linkerhand een staf, zijn rechterhand op een slang en naast zich een hond. Je kunt aan een verlaging in de vloer van de cella nog zien waar het cultusbeeld heeft gestaan. Het beeld was ongeveer een halve meter in de grond verzonken, wat kenmerkend is voor beelden en orakels van kuurgoden. Er stond een inscriptie op van de maker Thrasymedes. Volgens Pausanias waren op de troon Bellerophon afgebeeld, die bezig was de Chimaera te doden; en Perseus die het hoofd van Medusa eraf sloeg.

### Enkoimeterion en Abaton

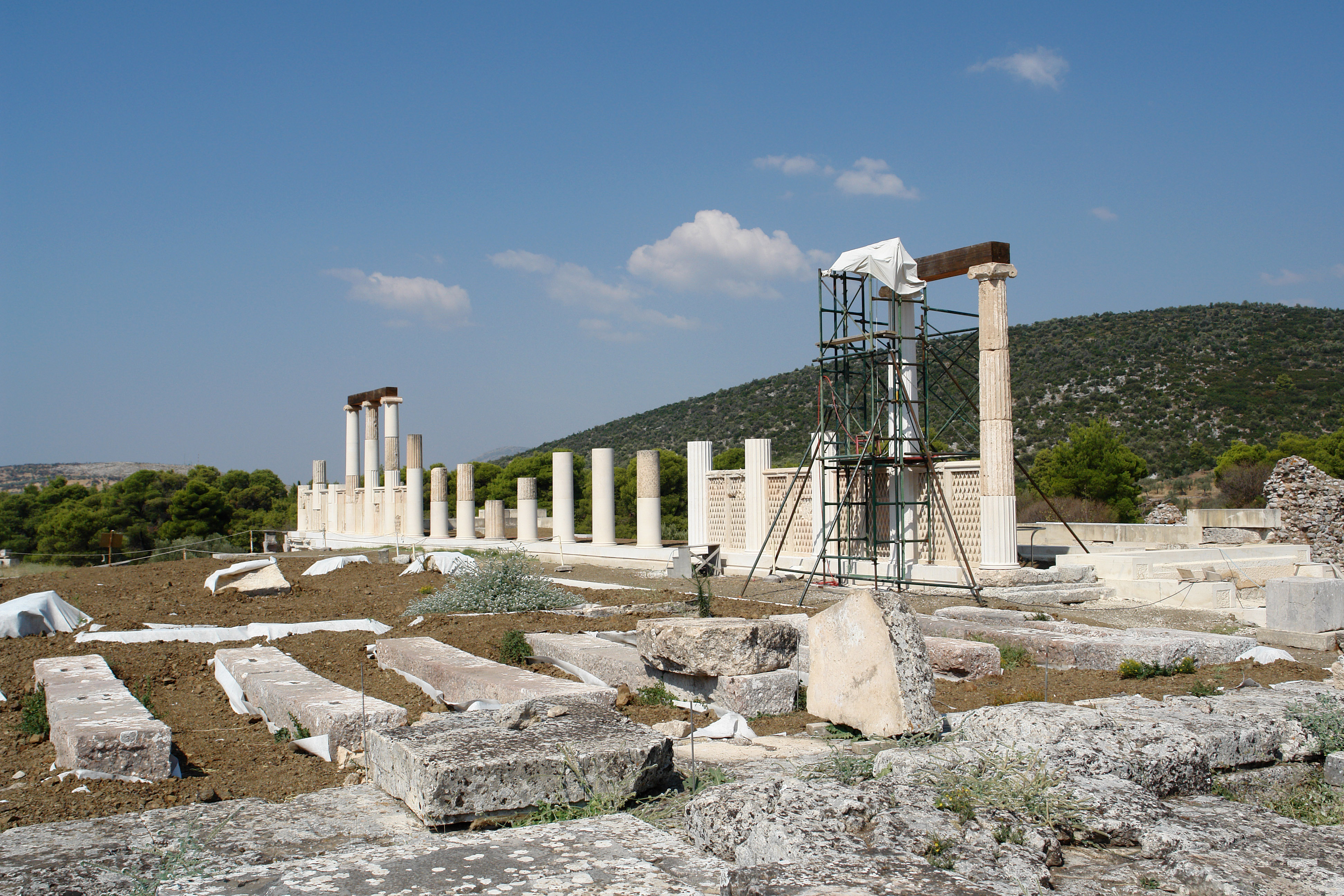
Het Abaton

Ten noordwesten van de tempel is het enkoimeterion gebouwd. Dit was de plaats waar de zieken heen gingen om genezen te worden. Het was een 71 meter lange Ionische zuilengang met meerdere verdiepingen, en was open naar het heilige terrein. Onder het gebouw was het Abaton gebouwd, een soort kelder, waar de zieken sliepen om zo een droom te krijgen waardoor ze zouden genezen.
Patiënten die genezen wilden worden ondergingen vaak eerst een reeks reinigingen om de geest van de zieke zuiver te maken en hem open te maken voor de goddelijke macht. Daarna moest er een dier geofferd worden aan Apollo, de vader van Asklepios. Dan rolde de zieke zich in de huid van een dier en ging in het Abaton slapen. In een droom verscheen Asklepios in de vorm van een hond of een twee meter lange slang, of gewoon als mens met een baard, waarna hij de genezing aankondigde. Ook kon het zijn dat hij hen in een visioen verscheen om ze de juiste behandeling te vertellen.
In Epidaurus werden niet alleen zieken genezen, maar ook deed Asklepios de verlossing bij vrouwen met moeilijke zwangerschappen, liet hij doven weer horen en blinden weer zien, en gaf hij kale mensen weer haar. Er is zelfs een bron die zegt dat een gebroken vaas op wonderbaarlijke wijze gemaakt werd. Nadat de patiënt was genezen, offerde hij vaak een votiefreliëf met daarop een afbeelding van het genezen lichaamsdeel met inscriptie. Zo zijn er bijvoorbeeld veel borst-, oog-, en armvotieven gevonden. Deze zijn in het museum aldaar te bezichtigen.

### Tholos
Ten westen van de tempel stond een rond gebouw van wit marmer: de tholos. Van dit gebouw zijn alleen de fundamenten over: drie stukken muur die vroeger een labyrint vormden. Uit alle gevonden stukjes is een deel van het gebouw gereconstrueerd, wat te zien is in het museum. De ingang was prachtig versierd en de buitenkant bestond uit Dorische zuilen, terwijl de cella omringd was door zuilen met Korinthische kapitelen die het plafond van bronzen platen omhooghielden. De vloer was bedekt met een zwart-wit ruitjespatroon van marmer. Vroeger stonden hier veel steles, een soort pilaren met een inscriptie erop, maar nu zijn er nog maar zes over. Hierop staan de namen van de mannen en vrouwen die door Asklepios genezen werden, met de ziekte waaraan zij leden en hoe ze genezen werden. In het gebouw was een soort onderaardse doolhof met in het midden een waterput. Pausanias geeft ook details over wandschilderingen door de Griekse schilder Pausias. Hij vertelt bijvoorbeeld dat er een schildering was van Eros die zijn pijl-en-boog neerlegt om zijn boog te pakken. Ook was er een schildering van de Dronkenschap die wijn drinkt uit een kristallen schaal, waarbij zijn gezicht door de schaal heen schijnt.
De functie van het gebouw is niet zeker, maar er zijn wel vele theorieën hierover. Een theorie is dat de verering van Asclepius er in het labyrint plaatsvond. Er wordt ook gezegd dat het labyrint symbool zou kunnen staan voor de donkere en aardse levensmachten in de Asclepiuscultus. Een andere mogelijkheid is dat het gewoon praktisch gebruikt werd, bijvoorbeeld als tehuis voor slangen, als waterreservoir of als opslagplaats van Epidaurusslangen. Als er een nieuwe vereringsplaats van Asclepius gesticht werd; zond Epidaurus namelijk altijd een slang naar die plaats.

### Stadion

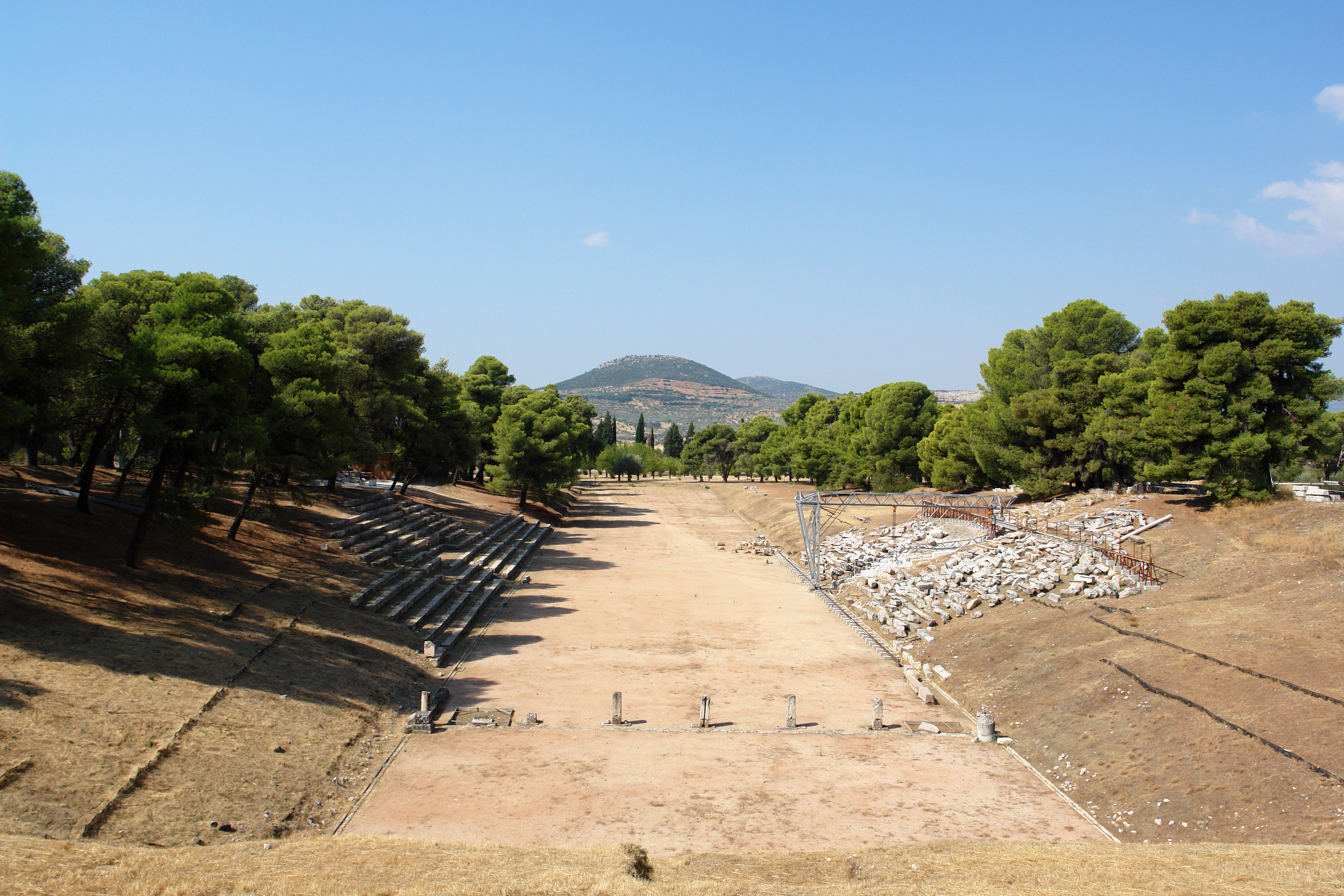
Het stadion

In Epidaurus ligt een rechthoekig stadion van ongeveer 180 meter lang. Hier werd elke vier jaar een sportevenement georganiseerd ter ere van Asclepius: de grote Asklepieia. Je kunt aan een van de smalle kanten nog de plek zien waar de atleten startten met hardlopen. De plaats van elke hardloper werd aangegeven met kleine zuilen.
Het stadion werd gebruikt voor atletische wedstrijden gedurende de Asklepieia. Het veld en de zitplaatsen waren gebouwd naar de omgeving en het terrein. Vanaf de 5e eeuw voor Christus werden hier al wedstrijden gehouden.
Het is beter behouden gebleven dan het stadion in Olympia. Het wedstrijdveld is 21,5 meter breed en zo’n 181,3 meter lang. Het startpunt en de zitplaatsen aan de lange zijde zijn nog in stand. Aan de andere kant liggen ze erbij zoals ze zijn uitgegraven. Ook hier zijn ‘ereplaatsen’ met rugleuningen, die zich aan de zuidelijke lange zijde bevinden. Als demonstratie worden er nog weleens hardloopwedstrijden gehouden. Verder had men er ook andere wedstrijden, zoals speerwerpen.

### Museum
In het museum is een hele serie medische instrumenten te vinden die in Epidaurus gebruikt zijn. Ook staat er een kouros en een grensverdrag tussen Korinthe en Epidaurus. Omdat de meeste originele stukken in het museum van Athene staan zijn in dit museum vooral brokstukken van de gebouwen van het heiligdom. Er zijn Ionische en Korinthische colonnades van de bankethal, leeuwenkoppen afkomstig van de tempel van Asklepius en platen van het plafond vol planten- en bloemenmotieven te zien. Ten slotte is er een beeld van Asklepius, een beeld van Hygieia (de dochter van Asklepius, godin van de hygiëne) en een vrouwenfiguur met een afbeelding van Medusa.

### Trivia
Het Orakel van Delphi had een relatie met Epidaurus. Epidaurus kreeg steun van Delphi: na een epidemie stuurde het orakel de zieken altijd naar het Asclepieion van Eupidaurus. Mede hierom is de Asklepioscultus wereldwijd verspreid.